# Callitriche mathezii
Callitriche mathezii là một loài thực vật có hoa trong họ Mã đề. Loài này được Schotsman mô tả khoa học đầu tiên năm 1976.